# Olimpia Pogoń Staszów
MKS Olimpia Pogoń Staszów – polski klub piłki nożnej ze Staszowa.
- Sukcesy – III liga w sezonach:  1978/79, 2000/01 2001/02, 2002/03, 2003/04, 2004/05, 2008/09
- Inne – na stadionie znajduje się klatka dla kibiców przyjezdnych na ponad 100 miejsc

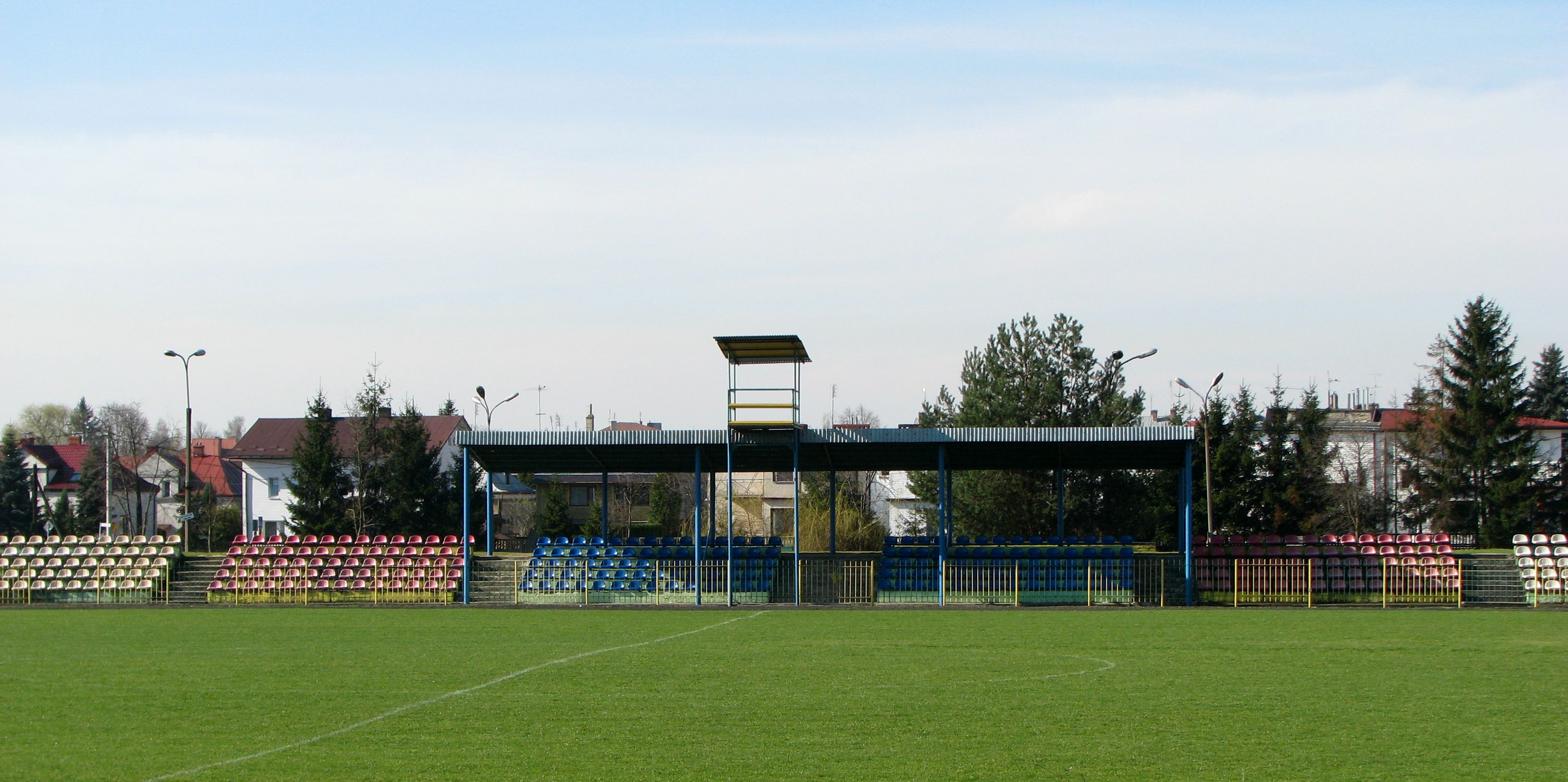
Stadion Miejski w Staszowie, wygląd sprzed rewitalizacji

## Historia klubu
- okres międzywojenny – pierwsze mecze pomiędzy drużynami piłkarskimi w Staszowie rozgrywane na podwórkach, ulicach, błoniach
- 1945 – powstaje koło sportowe "Przyczółek", nazwa miała upamiętniać przyczółek sandomiersko-baranowski przechwycony przez Armię Radziecką w czasie II wojny światowej. Boisko zorganizowano na kartoflisku w widłach rzeki Czarnej i kanału młyńskiego. Za pomieszczenie klubowe służyła wybudowana drewniana szopa (tereny za kinem Syrena, między ulicą Krakowską a Szpitalną).
- koniec 1945 – rejestracja koła w Kieleckim Okręgowym Związku Piłki Nożnej pod nazwą Klub Sportowy "Przyczółek" w Staszowie. Klubem kierował Zygmunt Baltyn, a zarząd stanowili założyciele koła.
- 1946 – drużyna awansuje do klasy "B", opiekunem zostaje "OMTUR".
- 1951 – klub zmienia sponsora na Straż Pożarną, następują zmiany w zarządzie. Klub pozyskał nowy lokal przy ulicy Krakowskiej przeznaczony na świetlicę, w którym odbywały się rozgrywki tenisa stołowego, szachów i warcabów.
- 1953 – klub zmienia nazwę na Klub Sportowy "Unia" i przechodzi pod patronat Zrzeszenia Sportowego Służby Zdrowia. Nastąpiły zmiany w zarządzie, nowym prezesem został Karol Rogala. Dzięki wsparciu dr Stefana Kopra klub pozyskał nowe pomieszczenia na rogu ulic Kościelnej i Rynku. Rozwinęła się sekcja szachowa i tenisa stołowego.
- przełom 1950/1960 – klub zmienia barwy i nazwę na Klub Sportowy "Start", patronat nad nim obejmuje Spółdzielnia Pracy "Lech" w Staszowie. Nowym prezesem został Feliks Wójcik.
- 1967 – zespół awansuje do klasy "A". Zarząd Klubu zmienia zasady szkolenia i stawia na szkolenie juniorów i trampkarzy.
- połowa lat 60. – rozwija się sekcja piłki siatkowej.
- koniec lat 60. – klub zmienia nazwę na Klub Sportowy "Pogoń". Awans z klasy "A" do klasy "OKRĘGOWEJ" woj. kieleckiego (wygranie klasy "okręgowej" dawało awans do ówczesnej II ligi).
- przełom lat 60. i 70. – zespół seniorów utrzymuje się w czołówce ligi "Okręgowej", wygrywając mecze z zespołami takimi jak: Radomiak Radom, Błękitni Kielce, "KSZO" Ostrowiec czy Granat Skarżysko. Na stadionie przy ul. Łazienkowskiej KS "Pogoń" rozgrywa towarzyskie spotkanie z pierwszoligowym ŁKS Łódź, mającym w składzie reprezentanta Polski – Jerzego Sadka.
- 1973 – KS "Pogoń" w Staszowie zostaje przejęty przez Kopalnię Siarki "Siarkopol" w Grzybowie. Prezesem zarządu klubu został Wiesław Zalewski. Rozpoczęto budowę nowego zaplecza i szatni na stadionie za kinem Syrena. Ruszyła budowa nowego stadionu przy ulicy Koszarowej.
- połowa lat 70. – piłkarska drużyna juniorów, trenowana przez Stanisława Rybusa odnosi sukcesy w rozgrywkach na szczeblu wojewódzkim.
- 1978 – drużyna seniorów awansuje do III ligi piłkarskiej. Prezesem zarządu był w tym czasie Henryk Szczepański.
- 1979 – drużyna spada do IV ligi. Rozgrywane były mecze w klasie wojewódzkiej i regionalnej.
- 1993 – rozegrano mecz towarzyski między zebraną ad-hoc drużyną oldbojów a "Orłami" Kazimierza Górskiego.
- 1995 – prezesem klubu został Marian Stępień, klub stał się ponownie jednosekcyjny.
- koniec lat 90. – klub traci sponsora w Kopalni Siarki, głównym sponsorem zostaje Huta Szkła w Grzybowie.
- 2005 – klub ze względów finansowych wycofuje się z rozgrywek i zaczyna sezon w klasie A z nową nazwą "Olimpia – Pogoń" Staszów.
- 2006 – Olimpia Pogoń Staszów awansowała do V ligi.
- 2006 – Zmiana nazwy Olimpia Pogoń Staszów na Pogoń 1945 Staszów.
- 2007 – Pogoń 1945 Staszów awansuje do IV ligi.
- 2008 – Pogoń 1945 Staszów awansuje do III ligi.
- 2009 – Pogoń 1945 Staszów spada do IV ligi.
- 2010 – zmiana nazwy na MKS Olimpia Pogoń Staszów.
- 2010 – Prezesem Zarządu zostaje Andrzej Walczowski.
- 2015 – Prezesem Zarządu zostaje Radosław Sekuła.
- 2019 – Prezesem Zarządu zostaje Grzegorz Krupa.

## Historia występów ligowych w XXI wieku
Źródło:
| sezon   | liga                                   | poziom ligowy | miejsce | punkty | bramki | uwagi                           |
| ------- | -------------------------------------- | ------------- | ------- | ------ | ------ | ------------------------------- |
| 2000/01 | III liga, gr. IV                       | III           | 3/19    | 64     | 56-33  |                                 |
| 2001/02 | III liga, gr. IV                       | III           | 9/18    | 48     | 52-42  | [ a ]                           |
| 2002/03 | III liga, gr. IV                       | III           | 6/17    | 47     | 36-46  |                                 |
| 2003/04 | III liga, gr. IV                       | III           | 10/16   | 37     | 42-45  |                                 |
| 2004/05 | III liga, gr. IV                       | III           | 16/16   | 21     | 19-67  | rozwiązanie klubu po sezonie    |
| 2005/06 | klasa A, gr. świętokrzyska III         | VI            | 2/11    | 50     | 70-15  | awans po barażach               |
| 2006/07 | klasa okręgowa, gr. świętokrzyska II   | V             | 1/13    | 63     | 82-7   | awans                           |
| 2007/08 | IV liga, gr. świętokrzyska             | IV            | 3/16    | 62     | 67-22  |                                 |
| 2008/09 | III liga, gr. małopolsko-świętokrzyska | IV            | 14/16   | 22     | 25-71  | , spadek                        |
| 2009/10 | IV liga, gr. świętokrzyska             | V             | 3/16    | 57     | 64-37  |                                 |
| 2010/11 | IV liga, gr. świętokrzyska             | V             | 3/16    | 59     | 55-27  |                                 |
| 2011/12 | IV liga, gr. świętokrzyska             | V             | 5/16    | 54     | 40-36  |                                 |
| 2012/13 | IV liga, gr. świętokrzyska             | V             | 6/16    | 47     | 43-40  |                                 |
| 2013/14 | IV liga, gr. świętokrzyska             | V             | 5/16    | 47     | 54-47  |                                 |
| 2014/15 | IV liga, gr. świętokrzyska             | V             | 5/16    | 46     | 47-37  |                                 |
| 2015/16 | IV liga, gr. świętokrzyska             | V             | 6/16    | 43     | 51-53  |                                 |
| 2016/17 | IV liga, gr. świętokrzyska             | V             | 13/18   | 35     | 45-64  |                                 |
| 2017/18 | IV liga, gr. świętokrzyska             | V             | 10/18   | 42     | 41-58  |                                 |
| 2018/19 | IV liga, gr. świętokrzyska             | V             | 9/18    | 45     | 58-74  |                                 |
| 2019/20 | IV liga, gr. świętokrzyska             | V             | 7/18    | 26     | 27-30  | sezon zakończony po 18. kolejce |
| 2020/21 | IV liga, gr. świętokrzyska             | V             | 15/20   | 46     | 50-72  |                                 |
| 2021/22 | IV liga, gr. świętokrzyska             | V             | 12/18   | 42     | 50-55  |                                 |
| 2022/23 | IV liga, gr. świętokrzyska             | V             | 8/18    | 51     | 59-48  |                                 |
| 2023/24 | IV liga, gr. świętokrzyska             | V             | 15/18   | 23     | 39-72  |                                 |
| 2024/25 | IV liga, gr. świętokrzyska             | V             | 16/18   | 31     | 31-67  |                                 |